# Acrocercops psaliodes
Acrocercops psaliodes là một loài bướm đêm thuộc họ Gracillariidae. Nó được tìm thấy ở Ấn Độ (Karnataka và Maharashtra).
Ấu trùng ăn các loài Bridelia. Chúng ăn lá nơi chúng làm tổ.